# Chionodes electella
Chionodes electella — вид лускокрилих комах з родини виїмчастокрилі молі (Gelechiidae).

## Поширення
Вид поширений в Європі (крім Ірландії, Великої Британії та Балканського півострова). На сході ареал простягається до Південного Уралу.

## Опис
Розмах крил 12—16 мм.

## Спосіб життя
Дорослі особини були зареєстровані на крилі з травня по липень.